# Ustrój polityczny Japonii

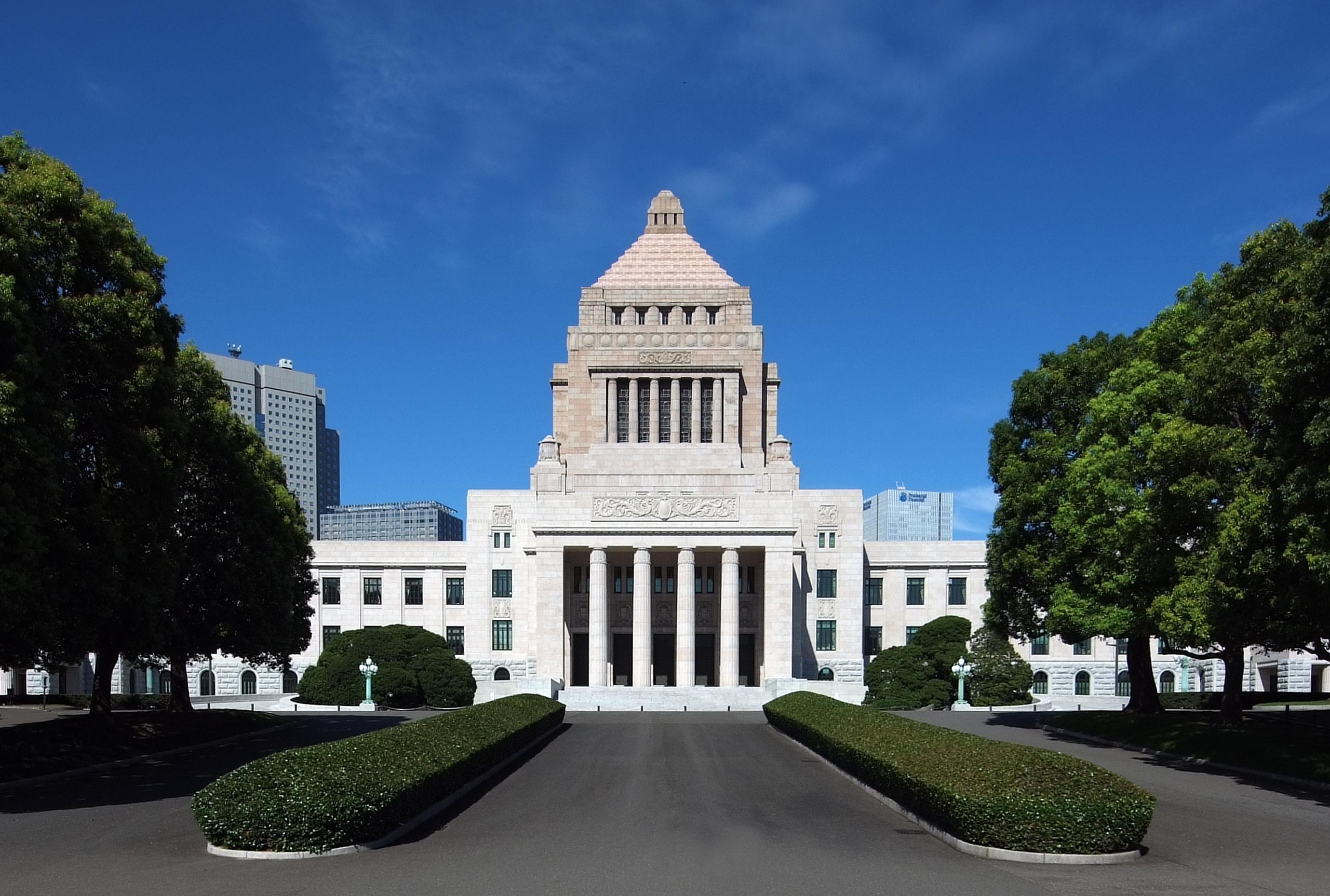
Budynek Sejmu Narodowego Japonii (2009)

Ustrój polityczny Japonii – najważniejszymi organami władzy w Japonii są cesarz oraz parlament.

## Monarcha w Japonii
- głowa państwa (funkcja reprezentacyjna)
- podpisywanie ustaw
- zwoływanie i rozwiązywanie parlamentu
- zarządzanie wyborami do parlamentu

## Zgromadzenie Narodowe
Czynne prawo wyborcze mają obywatele pełnoletni (osiemnastoletni). Bierne prawo wyborcze do Izby Reprezentantów przysługuje po ukończeniu 25., a do Izby Radców 30. roku życia.

### Izba Reprezentantów
- izba niższa
- liczy 465 deputowanych, wybieranych w wyborach powszechnych na 4 lata.

### Izba Radców
- izba wyższa
- składa się z 242 członków wybieranych na 6 lat, a co 3 lata wymieniana jest połowa składu. 146 jest wybieranych z 47 okręgów prefekturalnych (pojedyncze głosy, nie przekazywane), a 96 jest wybieranych z listy ogólnokrajowej na zasadach ordynacji proporcjonalnej

## Charakterystyka kampanii wyborczej
- do Izby Reprezentantów może trwać 15 dni, a do Izby Radców 18 dni
- zabrania się chodzenia po domach, partie maja prawo odbyć tylko 4 spotkania wyborcze dla każdego kandydata
- można mieć tylko 3 rodzaje ulotek lub plakatów, a treść powinna być rejestrowana w ministerstwie
- każdy kandydat może korzystać z 2 bezpłatnych audycji w telewizji państwowej i 2 w prywatnych

## Procedura ustawodawcza
Inicjatywa ustawodawcza przysługuje członkom obu izb i rządowi. Projekt ustawy może być skierowany do dowolnej izby, jednak w większości są one kierowane do Izby Reprezentantów. Po uchwaleniu projektu ustawy przesyłany jest on do Izby Radców, która może go przyjąć lub odrzucić. Za odrzucenie projektu uważa się również niepodjęcie decyzji przez Izbę Radców w ciągu 60 dni od otrzymaniu projektu ustawy. W wypadku odrzucenia projektu, staje się on ustawą gdy zostanie ponownie przyjęty przez Izbę Reprezentantów większością 2/3 głosów obecnych deputowanych. Uchwaloną ustawę promulguje cesarz. Łatwiejsze jest uchwalenie budżetu i ustaw akceptujących traktaty międzynarodowe - jeżeli Izba Radców wyrazi sprzeciw, to i tak decyzja Izby Reprezentantów staje się decyzją parlamentu.